# RTL (Alemania)

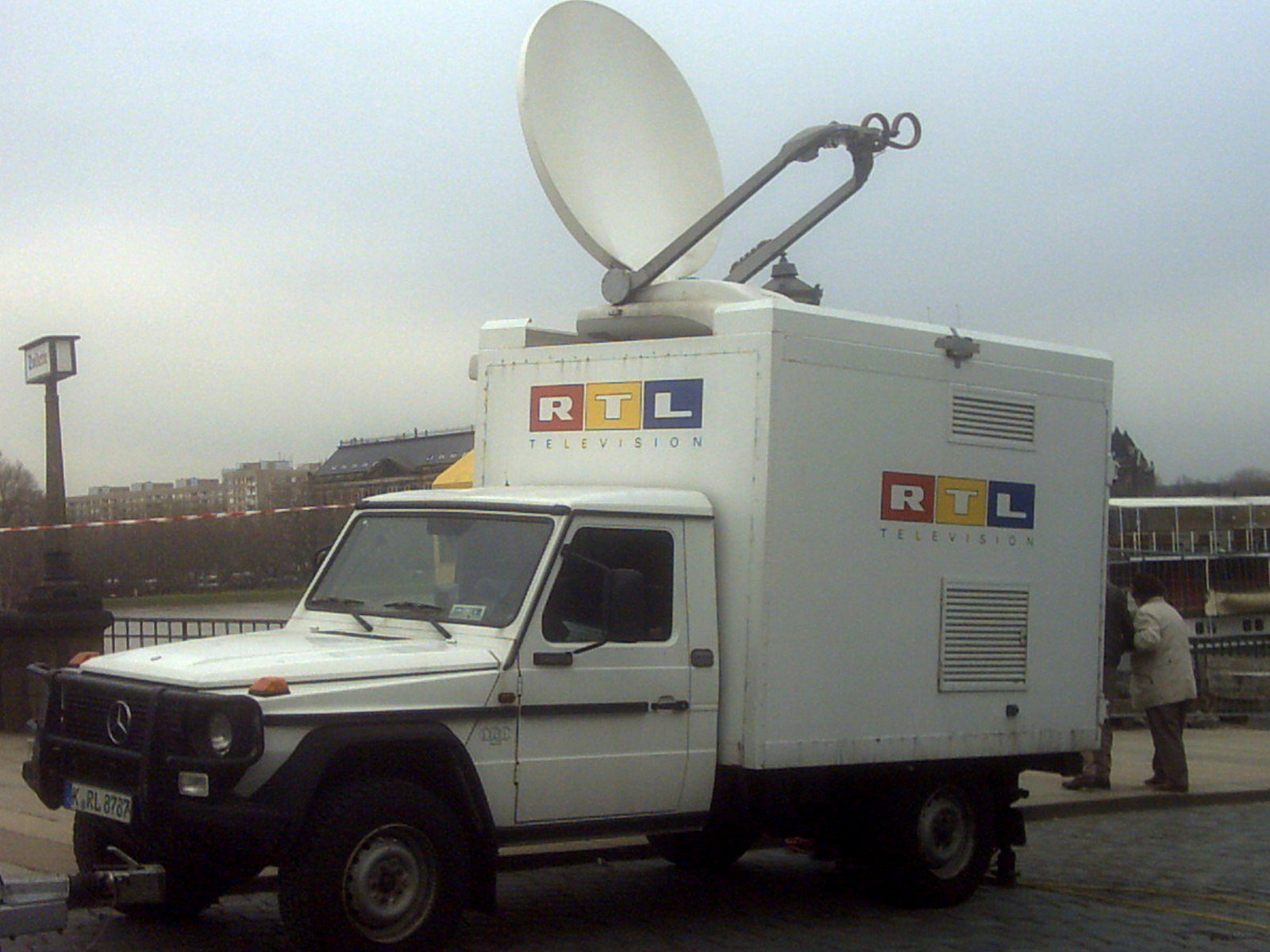
Unidad de transmisión móvil.

RTL Television, más conocido como RTL, es un canal de televisión privado de Alemania, que emite en abierto a nivel nacional. Pertenece al conglomerado RTL Group, que también gestiona los canales RTL Zwei, Super RTL, VOX y n-tv.
El canal comenzó sus emisiones el 2 de enero de 1984 como RTL Plus. Más tarde, se consolidó como uno de los principales canales comerciales germanos, en competencia con Sat.1. Desde 1993, es el canal de televisión con más audiencia en el mercado de Alemania.
Existen versiones de RTL para Austria y Suiza, que cuentan con programas propios.

## Historia
En 1983, el grupo luxemburgués CLT —actual RTL Group— y la editorial alemana Bertelsmann se pusieron de acuerdo para crear un canal de televisión privado en alemán. El grupo CLT ya contaba con experiencia gracias a canales como RTL Télévision, y estaba presente en el mercado germano gracias a RTL Radio. Por su parte, Bertelsmann quería aprovechar el desarrollo del satélite y el cable para entrar en el negocio de la televisión. El nombre del proyecto fue RTL Plus.
Las emisiones de RTL Plus comenzaron el 2 de enero de 1984 a las 17:27, desde un centro emisor en Dudelange (Luxemburgo), y se convirtió así en el segundo canal privado germano, ya que un día antes nació Sat.1, controlado por Leo Kirch. En Alemania, el estreno solo pudo verse en regiones limítrofes como el Sarre y Renania, lo que suponía un público potencial de 200.000 personas. RTL Plus no contó con señal por satélite hasta 1985, cuando comenzó a emitir a través de Eutelsat.
RTL Plus siguió emitiendo desde Luxemburgo hasta que el gobierno de la República Federal de Alemania reconoció la televisión privada. La cadena se trasladó hasta Colonia el 1 de enero de 1988, con la intención de conseguir frecuencias que garantizaran su cobertura estatal. Para ello mejoró su programación, amplió su horario de emisión a la franja matinal, y llevó a cabo una importante campaña publicitaria para darse a conocer. Entre otros derechos de emisión, RTL Plus se hizo con películas y series de Universal Studios. De este modo, el canal se consolidó como uno de los más vistos en el mercado y pudo comenzar a competir con las televisiones públicas ARD y ZDF. Cuando se produjo la reunificación alemana en 1990, RTL Plus ya contaba con una alta implantación en todo el territorio del estado.
El 31 de octubre de 1992, el canal cambió su nombre por RTL Television y adoptó su imagen corporativa actual. La creación de segundos canales como RTL II (1993) y el desarrollo de la oferta temática por cable, permitió a RTL diversificar su programación. De este modo, pasó a emitir para un público urbano entre los 15 y 49 años, con una apuesta por la producción propia y la ficción estadounidense. Aunque el porcentaje de audiencia del canal ha disminuido con el paso del tiempo, RTL continúa siendo un canal de referencia en la televisión privada alemana, y desde 2010 mantiene el liderazgo en ese sector por delante de su rival Sat.1.

## Programación
RTL Television emite una programación generalista para todos los públicos, con un fuerte peso de la producción propia a través de series, programas de entretenimiento y telefilms. Uno de sus aspectos más fuertes el apartado de ficción. Entre algunos de sus espacios de más éxito, se encuentran series como Alarm für Cobra 11 - Die Autobahnpolizei —emitida en España como Alerta Cobra— o la telenovela Gute Zeiten, schlechte Zeiten, en emisión desde 1992. También emiten series estadounidenses como CSI o House M.D.
En los últimos años, RTL ha adaptado varios concursos internacionales al mercado alemán, dejando los espacios de telerrealidad a su segundo canal, RTL II. Uno de los más populares es el concurso musical Deutschland sucht den Superstar, variante germana de Pop Idol. También se han emitido versiones alemanas de Strictly come dancing, ¿Quién quiere ser millonario?, Fear Factor o Tienes Talento (Das Supertalent)
El canal cuenta con sus propios servicios informativos. El telediario estrella es RTL Aktuell, que se emite a las 18:45. Además, existen programas de reportajes basados en las revistas Stern y Der Spiegel, programas de crónica social como Exclusiv y divulgativos como Explosiv. En derechos deportivos, RTL emite la Fórmula 1 y combates de boxeo.

## Versiones internacionales
RTL Television tiene dos versiones para Suiza y Austria, y el grupo RTL cuenta con participación en varios canales de televisión de Europa Occidental y Europa Oriental. Algunos de ellos también usan la denominación RTL, pero solo unos pocos canales guardan relación con la RTL alemana, que pasan por la venta de programas y el uso de su imagen corporativa.
Actualmente, hay dos canales en Europa que utilizan la imagen de RTL Television. En Hungría, RTL Klub comenzó sus emisiones el 6 de octubre de 1997, mientras que en Croacia hay un canal llamado RTL Televizija, en emisión desde el 30 de abril de 2004. Anteriormente también hubo una versión en Polonia llamada RTL 7, pero seis años después cambió de nombre.

## Identidad Visual

1984-1987
1988-1992
1992-1999
2008-2014
2014 (Señal HD)
2014-2017
2014-2017 (Señal HD)
2017-2021
Desde 2021
Desde 2021 (Señal HD)

## Organización

### Dirigentes

#### Directores generales
- Helmut Thoma : 02/01/1984 - 01/11/1998
- Gerhard Zeiler : 01/11/1998 - 31/10/2004
- Marc Conrad : 01/11/2004 - 17/02/2005
- Gerhard Zeiler : 17/02/2005 - 01/09/2005
- Anke Schäferkordt : desde el 01/09/2005

#### Directores de información
- Egon F. Freiheit : 11/1984 – 1986
- Volker Kösters : 1986 – 1988
- Dieter Lesche : 01/10/1988 – 07/02/1994
- Hans Mahr : 02/05/1994 – 31/10/2004
- Peter Kloeppel : desde el 01/11/2004

### Capital
El capital de RTL Television GmbH es pertenece completamente al grupo Mediengruppe RTL Deutschland, filial en un 100 % de RTL Group.

### Ubicación
La primera sede de RTL Plus fue la de su sociedad matriz, la CLT (Compagnie Luxembourgeoise de Télédiffusion), en Villa Louvigny en Luxemburgo. En 1988, RTL Plus se mudó a Colonia en Alemania para convertirse en un canal de televisión completamente alemán.

## Audiencias
|      | Enero | Febrero | Marzo | Abril | Mayo  | Junio | Julio | Agosto | Septiembre | Octubre | Noviembre | Diciembre | Media Anual |
| ---- | ----- | ------- | ----- | ----- | ----- | ----- | ----- | ------ | ---------- | ------- | --------- | --------- | ----------- |
| 2005 | 13.1% | 12.5%   | 12.9% | 13.6% | 14.1% | 13.1% | 12.7% | 12.3%  | 14.0%      | 13.5%   | 13.5%     | 12.9%     | 13.2%       |
| 2006 | 13.0% | 12.3%   | 13.4% | 12.8% | 13.7% | 12.8% | 12.1% | 12.7%  | 13.0%      | 13.1%   | 12.6%     | 11.9%     | 12.8%       |
| 2007 | 12.6% | 12.0%   | 12.6% | 12.8% | 12.9% | 12.8% | 12.4% | 11.8%  | 13.1%      | 12.9%   | 12.1%     | 11.1%     | 12.4%       |
| 2008 | 11.8% | 11.5%   | 11.7% | 12.5% | 12.4% | 9.8%  | 11.6% | 10.5%  | 12.5%      | 12.1%   | 12.9%     | 11.5%     | 11.7%       |
| 2009 | 12.6% | 11.8%   | 12.4% | 12.8% | 12.4% | 11.6% | 11.4% | 10.9%  | 13.3%      | 13.5%   | 14.0%     | 12.9%     | 12.5%       |
| 2010 | 12.7% | 12.7%   | 13.7% | 14.0% | 13.6% | 12.7% | 12.5% | 12.8%  | 14.5%      | 14.8%   | 15.3%     | 13.6%     | 13.6%       |
| 2011 | 15.2% | 14.1%   | 13.7% | 14.6% | 14.9% | 12.5% | 13.3% | 13.2%  | 14.8%      | 14.6%   | 14.3%     | 13.3%     | 14.1%       |
| 2012 | 14.1% | 13.1%   | 13.4% | 12.7% | 11.9% | 10.6% | 11.5% | 10.5%  | 12.7%      | 12.3%   | 12.7%     | 10.8%     | 12.3%       |
| 2013 | 13.1% | 11.3%   | 11.2% | 12.1% | 11.4% | 10.8% | 10.9% | 10.4%  | 10.7%      | 11.7%   | 11.5%     | 10.3%     | 11.3%       |
| 2014 | 12.8% | 10.4%   | 10.6% | 10.6% | 10.6% | 8.4%  | 9.0%  | 9.0%   | 10.0%      | 11.5%   | 10.7%     | 9.5%      | 10.3%       |
| 2015 | 11.3% | 9.6%    | 9.8%  | 9.9%  | 9.9%  | 9.7%  | 9.2%  | 9.0%   | 10.6%      | 10.6%   | 10.1%     | 9.1%      | 9.9%        |
| 2016 | 11.7% | 10.0%   | 9.6%  | 10.0% | 9.8%  | 8.3%  | 9.0%  | 8.3%   | 10.1%      | 10.4%   | 10.0%     | 9.2%      | 9.7%        |
| 2017 | 11.0% | 8.8%    | 9.3%  | 9.4%  | 9.5%  | 9.0%  | 8.5%  | 8.5%   | 9.0%       |         |           |           |             |